# Persia (Iowa)
Pour les articles homonymes, voir Persia.
Persia est une ville du comté de Harrison, en Iowa, aux États-Unis. Elle est incorporée le 30 avril 1891.

## Source de la traduction
- (en) Cet article est partiellement ou en totalité issu de l’article de Wikipédia en anglais intitulé « Persia, Iowa » (voir la liste des auteurs).